# Manifest Návrat krále
Manifest Návrat krále je politicko-filosofické, částečně též recesistické prohlášení společenského monarchistického hnutí České děti, zveřejněné 28. května roku 1988. 

## Obsah
Text manifestu, jehož autorem je Petr Placák, zakladatel hnutí České děti, vznikl na jaře roku 1988. Bylo v něm uvedeno několik bodů, které zároveň představují program hnutí.

### Text
Manifest vyzývá občany tehdejší ČSSR k uvědomění si situace ve státě a navrhuje navrácení země a trůnu českému králi: 
| „ | „My, české děti, vyhlašujeme, že Svatováclavská koruna, České království trvá. Připravujeme se na příchod nového krále, což je náš nejvyšší cíl. Král z boží milosti je Bohu odpovědný za svou zemi a za svůj lid! ... Král je záštitou slabých proti mocným a bohatým! Království není vláda menšiny na úkor většiny či vláda většiny na úkor menšiny, království není vláda několika tisíc hrabivců, samozvanců, darmožroutů a parazitů země a národa. Království je posvátné. … Královská vláda budiž taková, jakou si zvolí lid. Jestliže si zvolí komunistickou, bude komunistická. My jsme však přesvědčeni, že vláda nemusí mít, ba nemá mít žádný politický program. Je buď dobrá, nebo špatná. Navrhujeme přechod politických stran do oblastí kulturně zábavných či mezi charitativní sdružení apod.“ | “ |

Manifest podepsalo 28 signatářů, mezi jinými Ivan Martin Jirous, Petr Placák (mluvčí), Andrej Stankovič, Jáchym Topol, Josef Janíček, Martin Grůša či Vít Kremlička.
České děti připomněly, že České království nadále trvá, nikdy nepřestalo existovat a návrat krále je nejvyšším cílem.

## Politický a společenský ohlas
Požadavek na obnovení monarchie v době probíhající „perestrojky“ šokoval jak tehdejší mocenské struktury, tak i domácí disidentské kruhy.
Ke třicátému výročí manifestu vydala Koruna Česká (monarchistická strana Čech, Moravy a Slezska), která historicky z hnutí České děti vychází, na podzim roku 2018 Monarchistický manifest 2018, který na původní manifest odkazuje a znovu nabízí konstituční monarchii jako vhodnou alternativu republikánského zřízení:
| „ | České společnosti, tak jako jiným národům a celkům, v současnosti chybí shoda na základních hodnotách, vize směřování země a všeobecná podpora konkrétních idejí. Postrádáme obecně respektovanou společenskou smlouvu, stvrzovanou a podporovanou významnou částí společnosti. Do probíhající debaty nabízíme jako základní princip společenské smlouvy změnu republiky v monarchii a postavení krále do čela státu. | “ |